# Гільда Гольгер
Гільда Гольґер (нім. Hilde Holger, 18 жовтня 1905, Відень — 22 вересня 2001, Лондон) — австрійська танцівниця, хореографиня та педагогиня, засновниця національної школи виразного танцю.

## Життєпис
Народилася у єврейській родині. Отримала різнобічну художню освіту на факультеті танцю Академії музики і образотворчих мистецтв у Відні, керованому Гертрудою Боденвізер, яку відносили до шанувальницям Айседори Дункан.  
У 1926 році Гільда Гольґер відкриває у Відні свою власну «Нову школу мистецтва руху», заняття в якій були націлені, перш за все, на розвиток власної креативності та виразності учнів. Школа поступово стає одним з центрів сучасного танцю у Відні. У цей же час Гільда Гольґер дає безліч сольних уявлень в Австрії та за її межами.
Однак у 1939 році Гільда Гольґер була змушена емігрувати в Мумбай, через своє єврейке походження. Вона втратила сім'ю у нацистських концтаборах. Індійська природа і культура і, зокрема, культура руху, справили на неї і її мистецтво великий вплив. У 1948 році через заворушення в Індії на релігійному ґрунті вона з чоловіком, індійським лікарем, та дочкою переїжджає у Лондон, де викладає танець в школах і проводить семінари.
У народженого в 1949 році її сина Даріуса виявляються відхилення у розвитку, і заняття з ним стають початком її танцювально-терапевтичної роботи. Її перша велика постановка «До світла» в цьому напрямку стало величезним внеском в англійську танцювальну терапію. «[Даріус] показав мені шлях залучення інвалідів в танцювальну роботу, і він відкрив мені нові перспективи донести музику і рух до хлопчиків і дівчаток з обмеженими можливостями», — писала Гільда Гольґер.
Особливостями підходу Гільда Гольґер у танцювальній педагогіці були прагнення пробудити індивідуальність і сильний творчий початок в людині, робота над пошуком його власної виразності в танці і відкритість творчості в танці для кожного. До останніх днів Гільда Гольґер давала класи двічі в тиждень: «Я непохитно вірю в силу танцю; танець наповнює все людська істота».